# Volker Gransow
Volker Hans Gransow (* 29. April 1945 in Karlshöfen; † 6. November 2015 in Berlin) war Dozent für Soziologie an der Freien Universität Berlin, Redakteur des Online-Journals „kulturation“ und Lehrbeauftragter an der Hochschule für Wirtschaft und Recht Berlin.

## Leben
Seine Promotion und Habilitation erfolgte an der Freien Universität Berlin. Als Autor und Übersetzer war er u. a. für Das Argument tätig. Im Sommer und Herbst 1991 gehörte zu deren Redaktion. Er wirkte an der Berliner KulturInitiative'89 mit, die heute das online-Journal kulturation herausgibt.
Gransow war zwischen 1986 und 2000 meist in Nordamerika als Gastprofessor tätig (Berkeley, Stanford, verschiedene Universitäten in Toronto) und beschäftigte sich mit vergleichender Deutschland- und Europaforschung unter kultursoziologischen und politisch-soziologischen Aspekten. Außerdem forschte er zu Konzepten der Kommunismusforschung und zur Techniksoziologie. Seit 2008 arbeitete er in Forschung und Lehre zu Fragen der menschlichen Sicherheit (Human Security) sowie der Unterhaltungskultur des Dritten Reiches. Er war auch Publizist, Schriftsteller und Übersetzer (englisch-deutsch/deutsch-englisch).

## Schriften

### Monographien
- Kulturpolitik in der DDR. Berlin: Spiess, 1975.
- Viktor Agartz (mit Michael R. Krätke). Berlin: Arbeitswelt, 1978.
- Konzeptionelle Wandlungen der Kommunismusforschung. Frankfurt: Campus, 1980.
- Der autistische Walkman. Berlin: Arbeitswelt, 1985.
- Uniting Germany (Hg. mit Konrad Jarausch). New York: Berghahn, 2006.
- Beziehungsgeschichten (Hg. mit Elka Tschernokoshewa). Bautzen: Domowina, 2009.

### Artikel
- Cultura politica e politica di governa della socialdemocracia. In: Laboratorio Politico, H. 3 / 1981 (mit Claus Offe).
- De DDR ano 1986:stilte vor de storm? In: Oost Europa Verkennigen, H. 12 /1987.
- Die Frau als Zukunft des Mannes. Zu Dandys, Sexualität und dem Begriff des Politischen. In: Sexuologie, H. 2–3, 2004.
- Jenseits von Karikatur und Travestie. In: Blätter für deutsche und internationale Politik, H. 6 /2011.

### Beiträge zu Wörterbüchern
- Stichwort "Fortschritt". In: Kulturpolitisches Wörterbuch. Stuttgart: Metzler, 1983 (mit Heinz-Dieter Kittsteiner).
- Stichwort "Agnes Heller". In: The Biographical Dictionary of Neo-Marxism. Westport, CT: Greenwood, 1985.

### Übersetzungen
- Todd Gitlin: ABCs "Amerika". In: Blätter für deutsche und internationale Politik, H. 6 /1987.
- Detlef Michel, Volker Ludwig: From Now On You're Called Sara. University College Drama Program. Toronto 1993 (mit David Blostein, Pia Kleber).
- Raymond Federman: A Bilingual/Bisexual A to Z Poem. In: Lettre International, H. 4 / 1997.

### Literarische Texte
- Traumhelden und Sportgirls. In: Frankfurter Allgemeine Zeitung, 7. Juni 2000.
- Der Spagat im Dreieck. Berlin: Elefanten Press, 1996 (Mitautor).
- WWWort für Word@Perfect.Com. In: Lettre International, H. 4 / 1997.
- Ex.Trennungsgeschichten. Berlin: Elefanten Press, 1997 (Mitautor).
- Dein Hintern. In: "www.erotisches-zur-nacht.de", 10. Juli 2011.